# Michael-Cornelius Hermann
Michael-Cornelius Hermann (* 22. Juli 1966 in Ravensburg) ist ein deutscher Sozial-, Verwaltungs- und Medienwissenschaftler. Er ist seit 2016 Leiter des Bereichs Religionsangelegenheiten/Staatskirchenrecht im Ministerium für Kultus, Jugend und Sport Baden-Württemberg.

## Leben
Michael Hermann legte 1986 sein Abitur am Katholischen Freien Gymnasium in Ravensburg ab. Anschließend studierte er Sozial-, Verwaltungs-, Politik- und Rechtswissenschaft an der Universität Konstanz und schloss dieses 1991 als Diplom-Verwaltungswissenschaftler ab. Seine praktische Ausbildung absolvierte er in der baden-württembergischen Landesverwaltung. Bereits während seines Studiums war als Journalist für die Schwäbische Zeitung und für den Südwestfunk tätig. Nach Abschluss eines Zusatzstudiums Journalismus an der Pädagogischen Hochschule Weingarten war er hauptberuflich als Hörfunkjournalist für den Südwestfunk und für andere ARD-Anstalten sowie den Österreichischen Rundfunk tätig. Zusätzlich vertiefte er seine politikwissenschaftliche Ausbildung an der Paris Lodron Universität Salzburg. 1995 wurde er mit seiner bei  Wolfgang Seibel verfassten Dissertation „Jugendgemeinderäte in Baden-Württemberg – Eine interdisziplinäre Evaluation“, in der eine kritische Haltung zu stark formalisierten Formen der Partizipation Jugendlicher einnahm, an der Universität Konstanz zum Dr. rer. soc. promoviert.
An der Pädagogischen Hochschule Weingarten leitete Hermann bis 2003 den Studiengang „Medienpraxis und Journalismus“ und forschte zur Kommunikation in der internationalen Bodenseeregion. Nach einer Tätigkeit als Professurvertreter im Fach Soziologie/Politikwissenschaft und nach Feststellung habilitationsadäquater Leistungen im Fach Medienwissenschaft durch das baden-württembergische Wissenschaftsministerium wurde er 2003 zum Professor und Lehrstuhlinhaber für Medienwissenschaft/Politische Kommunikationsforschung an der Zeppelin Universität in Friedrichshafen berufen. 2004 wechselte er als Dozent für Soziologie an die Pädagogischen Hochschule Weingarten. 2008 wurde er dort mit der Arbeit „Politische Weltbilder Jugendlicher“ für Soziologe/Politikwissenschaft habilitiert und wurde 2011 zum außerplanmäßigen Professor ernannt. In dieser Zeit spezialisierte sich Hermann auf Aspekte der politischen Soziologie in der Russischen Föderation und forschte an der Linguistischen Universität Nischni Nowgorod, an der er im 2004 zum Honorarprofessor ernannt worden war. In diesem Zusammenhang arbeitete er intensiv mit Politikern im Umfeld der russischen Jabloko-Partei zusammen. Ferner betrieb er zahlreiche Projekte mit jungen Strafgefangenen im baden-württembergischen Strafvollzug. Seit 2007 ist er zusätzlich für Radio Vatikan in Rom tätig.
2011 wechselte Hermann als Leiter des Bereichs Grundsatzangelegenheiten in das Ministerium für Kultus, Jugend und Sport Baden-Württemberg. 2015 wurde er dort Leiter des neu gebildeten Bereichs Kommunikation. Nach dem Regierungswechsel im Jahr 2016 übernahm er die Leitung des Bereichs „Religionsangelegenheiten/Staatskirchenrecht“ des Kultusministeriums und war in dieser Funktion insbesondere mit dem Ausbau des Islamischen Religionsunterrichts an öffentlichen Schulen beauftragt.
Hermann ist seit 1985 Mitglied der Sozialdemokratischen Partei Deutschlands (SPD). Er ist stellvertretender Vorsitzender des Kreisverbandes Ravensburg.

## Schriften (Auswahl)
- Jugendgemeinderäte in Baden-Württemberg. Eine interdisziplinäre Evaluation. Zugl. Dissertation.  Centaurus Verlag, Pfaffenweiler 1996, ISBN 3-8255-0092-6.
- Medienraum Bodensee. Zum Integrationspotential der Massenmedien. Verlag der Akademie der Diözese Rottenburg-Stuttgart, Stuttgart 1998, ISBN 3-926297-73-5.
- Politische Weltbilder Jugendlicher in der Mediendemokratie. Zugl. Habilitationsschrift. Julius Klinkhardt Verlag, Bad Heilbrunn 2009, ISBN 978-3-7815-1654-0.
- Jugend und mediale Gewalt. Eine vergleichende Analyse in Deutschland und der Russischen Föderation. Nomos Verlag, Baden-Baden 2011, ISBN 978-3-8329-6593-8.

- als Hrsg. mit Rainer Öhlschläger: Hier die Russen – dort die Deutschen. Zu den Integrationsproblemen russlanddeutscher Jugendlicher 250 Jahre nach Katharinas Einladungsmanifest. Nomos Verlag, Baden-Baden 2013, ISBN 978-3-8487-0511-5.